# 四方台镇 (绥化市)
四方台镇，是中华人民共和国黑龙江省绥化市北林区下辖的一个乡镇级行政单位。

## 行政区划
四方台镇下辖以下地区：
第一社区、第二社区、第三社区、第四社区、兴胜村、朝阳村、发展村、永远村、劳动村、富荣村、欢喜岭村、兴安村、腰屯村、七一村、丰林村和友谊村。